# Сосновка (Якутія)
Сосновка (рос. Сосновка) — село у Вілюйському улусі Республіки Сахи Російської Федерації.
Населення становить 298 осіб. Належить до муніципального утворення місто Вілюйськ.

## Історія
Згідно із законом від 30 листопада 2004 року органом місцевого самоврядування є місто Вілюйськ.

## Населення
| 2002 | 2010 | 2011 | 2012 | 2013 | 2014 | 2015 |
| ---- | ---- | ---- | ---- | ---- | ---- | ---- |
| 267  | ↗303 | →303 | →303 | ↗308 | ↗314 | ↘312 |
| 2016 | 2017 | 2018 |      |      |      |      |
| ↘311 | ↘304 | ↘298 |      |      |      |      |